# Sarir
Il regno di Sarir o Serir fu uno stato medievale cristiano che esistette fra il V e il XII secolo nelle regioni montane dell'attuale Daghestan. Il suo nome deriva dalla parola araba che significa "trono", in riferimento a un trono d'oro, visto come simbolo dell'autorità del re.

## Origini
Le prime attestazioni del regno di Sarir risalgono al V secolo. La memoria della sua fondazione fu trasmessa oralmente fra gli Avari del Caucaso. secondo una leggenda, il regno sarebbe stato fondato da un generale persiano mandato a controllare il Caucaso da un re sasanide. Questa leggenda è corroborata dai nomi dei sovrani locali, di etimologia persiana o persino siriaca.
Il regno di Sarir confinava con i Cazari a nord, con i Durdzuchi e ovest e nordoveest, con i Georgiani e Derbent a sud. poiché era uno stato cristiano, gli storici arabi lo ritennero a torto dipendente dall'Impero bizantino. La capitala del regno era la città di Humraj, che è stata identificata con l'odierno villaggio di Chunzach. Il re risiedeva in una remota fortezza sulla cima di una montagna.

## Storia
Durante le guerre arabo-cazare del VII e VIII secolo, i re di Sarir si allearono con i Cazari. A seguito della vittoriosa campagna di Marwan ibn Muhammad del 737–739, fu fatto un tentativo di sottomettere il regno di Sarir fu all'autorità del califfo. Fu assoggettato a un tributo e all'obbligo di fornire uomini per il presidio arabo di Derbent fino al IX secolo, quando, rafforzato dai rivolgimenti che avvenivano più a sud, il regno di Sarir estese il suo dominio su ampie porzioni del Caucaso, che comprendevano Gumik, Filan e parti di Arran.
Quando si infranse l'egemonia del califfato, il regno di Sarir si trovò in un continuo stato di guerra con gli stati vicini, Derbent e Shirvan. In queste guerre riportò per lo più delle vittorie, che permisero al regno di Sarir di dominare la politica di Derbent. Allo stesso tempo, i re di Sarir abbandonarono l'alleanza con i Cazari e guidarono parecchie incursioni nelle steppe dei Cazari. Una strategia matrimoniale cementò l'alleanza fra le case reali cristiane di Sarir e di Alania in chiave anticazara.

## Disintegrazione
Messi in allarme dalla crescente supremazia cristiana nel Caucaso, gli Stati islamici della reagine si coalizzarono contro il regno di Sarir. Il loro potere economico e militare, abbinato con i dissidi interni, portò alla disintegrazione del regno nella prima metà del XII secolo. Dopo un altro secolo di egemonia musulmana, gli abitanti si convertirono all'Islam. Nel XIII secolo, gli Avari del Caucaso diedero vita a un nuovo stato islamico, noto come Avaristan.

## Sovrani
- Abuchisro – (740)
- Avaz – (seconda metà del IX secolo)
- Buht Iscio I – (905)
- Filan Scià – (940–950)
- Buht Iscio II – (1025–1026)
- Firudgia
- Tokku – (1065)